# Olivia Zúñiga
Olivia Zúñiga (* 15. August 1916 in Villa Purificación, Jalisco, Mexiko; † 1992) war eine mexikanische Dichterin und Schriftstellerin.

## Biographie
Olivia Zúñiga Correa war die Tochter von Trinidad Correa González-Hermosillo und General Eugenio Zúñiga, der in der mexikanischen Revolution aktiv war und schon Ende 1916 darin umkam.
Im Alter von zwei oder drei Jahren wurde Olivia Zúñiga in die Obhut eines Onkels mütterlicherseits gegeben, dem Priester Rafael Guillermo Correa González-Hermosillo. Er brachte das Mädchen nach Tenamaxtlán, Jalisco, und ließ es durch die Privatlehrerin Crescencia López betreuen. Olivia Zúñiga lernte früh lesen und las, was sie in der Gemeinde vorfand.
General Lázaro Cárdenas del Río nahm 1930 die 14-jährige Olivia mit nach Mexiko-Stadt. Er war ein ehemaliger Waffenbruder ihres Vaters aus dem Generalstab. Zúñiga wuchs zu einer außergewöhnlichen Schönheit heran und nahm 1942 Schauspielunterricht bei dem japanischen Lehrer Seki Sano.
1947 erschien Olivia Zúñigas erster Gedichtband mit dem Titel Amante imaginado (Eingebildeter Liebhaber) mit einem Prolog des spanischen Akademikers Luis Fernández Ardavín.
In den 1950er und 1960er Jahren schrieb sie für die in Guadalajara herausgegebenen Zeitschriften Ariel von Emmanuel Carballo, Et Caetera von Adalberto Navarro Sánchez und Summa und Xallixtlico von Arturo Rivas Sainz (bei dem sie im Fach Grammatik studierte), und in den in Mexiko-Stadt edierten Magazinen Fuensanta und México en la Cultura. Sie schrieb auch für die Leser der Zeitungen Excelsior, Supplement von Novedades und El Nacional.
Ihre Romane sind dezidiert autobiografisch.
Zúñiga war die erste Person, die 1950 den Jalisco-Literaturpreis für ihren Roman Retrato de una niña triste (Porträt eines traurigen Mädchens) erhielt.
1958 erhielt sie die José-María-Vigil-Medaille, die an herausragende Schriftsteller verliehen wird.
In ihren letzten Jahren lebte sie in Mexiko-Stadt, wo sie allein lebte und ihr Gesicht von einem Schleier bedeckt war, denn wie die schwedische Schauspielerin Greta Garbo mochte sie es nicht, wenn die Leute sahen, wie die Zeit ihre Schönheit beeinträchtigt hatte.

## Werke

### Poesie
- Amante imaginado (Eingebildeter Liebhaber), 1947.
- Los amantes y la noche (Das Liebespaar und die Nacht), 1953.
- Hasta el grano de luz (Bis zum Lichtkorn, 1969), 1969.
- El hijo, inédito (Der Sohn, unveröffentlicht).

### Romane
- Retrato de una niña triste (Porträt eines traurigen Mädchens), 1950.
- Entre el infierno y la luz (Zwischen Hölle und Licht), 1952.
- La muerte es una ciudad distinta (Der Tod ist eine andere Stadt), 1959.

### Geschichten
- Antología universal de lecturas infantiles (Universelle Anthologie der Kinderlesungen), 1952.

### Aufsatz
- Mathias Goeritz, 1962; es wurde später ins Englische übersetzt.